# Deutsche Huntington-Hilfe
Die Deutsche Huntington-Hilfe e.V. (DHH) ist ein gemeinnütziger Verein, der von der Krankheit Chorea Huntington Betroffene und deren Angehörige unterstützt. An Chorea Huntington leiden ca. 8000 Menschen in Deutschland. Der seit 1970 bestehende Verein versteht sich als „Patientenvertretung der von der Huntington-Krankheit Betroffenen in Deutschland“.

## Hilfsangebote
Als Selbsthilfeorganisation bietet die DHH eine Vielzahl an Hilfsangeboten an, um Betroffene zu unterstützen. Dazu zählen Beratungen, Hilfe in finanzieller Notlage, Organisation und Leitung von Selbsthilfegruppen sowie Online-Seminare. Da die Huntington-Krankheit bislang unheilbar ist, stellt der Verein zudem aktuelle Berichte aus der Forschung und Studieninformationen bereit. Eine aktuelle Studie, die als Beispiel aufgelistet ist, ist „Enroll-HD“. Hierbei handelt es sich um die „weltweit größte Beobachtungsstudie für Huntington-Krankheitsfamilien“, die von unbegrenzter Dauer ist. Die Anzahl der Teilnehmer, die bereits an der Studie teilnehmen, beträgt mehr als 20.000.
Zudem informiert die DHH zu Themen, die für Betroffene und Angehörige im Alltag eine Herausforderung darstellen können, wie Autofahren, Ernährung, Körperpflege und Versicherungen. Ein weiterer Schwerpunkt liegt in der Bereitstellung von Informationen zum Umgang der Erkrankten für Angehörige oder Außenstehende.

## Landesverbände
Der Verein ist bundesweit und auch regional tätig. Er hat sechs Landesverbände in Deutschland:
- Landesverband Bayern
- Landesverband Berlin-Brandenburg (Berlin und Brandenburg)
- Landesverband Hessen
- Landesverband Mitteldeutschland (Thüringen, Sachsen, Sachsen-Anhalt)
- Landesverband Norddeutschland (Niedersachsen, Schleswig-Holstein, Bremen, Hamburg, Mecklenburg-Vorpommern)
- Landesverband Nordrhein-Westfalen (Rheinland und Westfalen)[13]

Die südwestliche Region (Baden-Württemberg, Rheinland-Pfalz, Saarland) hat keinen eigenen Landesverband. Sie ist dem Bundesverband zugeordnet.

## Vereinsorgane
Der Verein setzt sich aus folgenden Organen zusammen:
- Vorstand
- Mitgliederversammlung
- Beirat
- Wissenschaftlicher Beirat
- Redaktion der Vereinszeitung

Die Mitgliederversammlung stellt die größte Körperschaft des Vereins dar. Sie wählt den Vorstand und den wissenschaftlichen Beirat., bewilligt den Haushaltsplan und trifft Entscheidungen über Satzungsänderungen. Dem wissenschaftlichen Beirat gehören Fachleute an, die sich unter anderem mit der Forschung auseinandersetzen und Empfehlungen aussprechen.
Die DHH-Jugend richtet sich an junge Betroffene und Angehörige unter 35 Jahren und bietet Kontakt- und Austauschmöglichkeiten.

## Organisatorisches
Der Verein betreibt eine Geschäfts- und Beratungsstelle mit Sitz in Duisburg, zu deren Aufgaben u. a. Beratung, Planung von Projekten, Buchhaltung und Öffentlichkeitsarbeit gehören. Außerdem gibt es eine soziale und sozialrechtliche Beratung.
Die Deutsche-Huntington-Hilfe e.V. vertreibt seit 1982 eine Vereinszeitschrift mit dem Titel Huntington-Kurier, die quartalsweise erscheint. Sie enthält Informationen aus den Bereichen der Forschung und des Vereins.